# 成生岬
成生岬（なりゅうみさき）は、京都府舞鶴市成生に属し、日本海（若狭湾西部）に面する岬。北緯35度36分13.3秒、東経135度27分45.1秒。若狭湾国定公園に含まれている。

## 地理
大浦半島北端の成生半島に位置し、「京都府最東北端」とされることもある。成生岬周辺は標高100メートルから200メートルの山地となっている。先端は成生岬灯台と、灯台保守のための船つき場が設置されている。沿岸は人をよせつけない断崖であり、灯台に通じる陸路はない。山中にはかつて舞鶴要塞の外郭だった防空砲台の土台が残る。成生半島の東岸には成生集落があり、かつては成生岬周辺を回遊する「丹後ブリ」の産地として知られた。

### 周辺の主な島
- 沓島
- 冠島
- 毛島
- 風島
- 高島

## 歴史
日中戦争勃発前の1936年（昭和11年）には、成生岬に大日本帝国海軍防備隊の官舎と防空砲台が設置された。
1999年（平成11年）には成生岬の山地で釣り人が巨大なスダジイを発見した。京都府によると樹齢は300年以上、幹回り13.8メートルであり、環境庁によると日本で確認されているシイの中では最も大きいという。2001年（平成13年）3月30日には「成生岬のスダジイ巨木」が舞鶴市天然記念物に指定された。

## 観光
- 成生集落の奥には、金閣寺放火事件の犯人の生家である寺院がある。かつて同事件が小説や映画でとりあげられ、当地の知名度が全国的に高まった。
- 半島の東側海域は湾内のブリの回遊ルートであり、江戸時代から知られた好漁場である。そのため海面下には定置網が設置されており、また漁業権に関する紛争が多発した敏感な海域であるため、附近の遊漁船や渡船はトラブル回避のため、当該海域には接近を避けている。周辺の磯への渡しを頼んでも、断られることが多い。
- 成生漁港周辺の磯はクロダイなどのポイントが多かったが、釣り人のゴミ捨てに苦情が出た結果、周辺の釣りは禁止された。